# تري بيرك
تري بيرك (بالإنجليزية: Trey Burke)‏ مواليد 12 نوفمبر 1992 في كولومبوس، هو لاعب كرة سلة محترف أمريكي بدأ مسيرته الاحترافية في سنة 2013 حيث تم اختياره من قبل فريق مينيسيوتا تيمبر وولفز خلال الدرافت، يلعب مع فريق يوتاه جاز في الرابطة الوطنية لكرة السلة كلاعب هجوم خلفي ويحمل الرقم 3. يبلغ طوله 6 قدم 1 بوصة (1.9 م).

## إحصائيات المسيرة

### الموسم الاعتيادي
| السنة   | الفريق    | لعب | بدأ | دقيقة | ميداني% | ثلاثية | حرة  | ارتداد | صنع | استلاب | تصدي | نقطة |
| ------- | --------- | --- | --- | ----- | ------- | ------ | ---- | ------ | --- | ------ | ---- | ---- |
| 2013–14 | يوتاه جاز | 70  | 68  | 32.3  | .380    | .330   | .903 | 3.0    | 5.7 | .6     | .1   | 12.8 |
| 2014–15 | يوتاه جاز | 76  | 43  | 30.1  | .368    | .318   | .752 | 2.7    | 4.3 | .9     | .2   | 12.8 |
| 2015–16 | يوتاه جاز | 64  | 0   | 21.3  | .413    | .344   | .817 | 1.8    | 2.3 | .5     | .1   | 10.6 |
| المسيرة | المسيرة   | 210 | 111 | 28.2  | .384    | .329   | .818 | 2.5    | 4.2 | .7     | .1   | 12.1 |

## روابط خارجية
- تري بيرك على موقع إن بي أي (الإنجليزية)
- تري بيرك على موقع سبورتس رفرنس (الإنجليزية)
- تري بيرك على موقع كرة السلة الأوروبية.كوم (الإنجليزية)
- تري بيرك على موقع DraftExpress.com (الإنجليزية)
- تري بيرك على موقع إي إس بي إن.كوم (الإنجليزية)
- تري بيرك على موقع كلية كرة السلة في سبورتس رفرنس.كوم (الإنجليزية)
- تري بيرك على موقع ريلجم (الإنجليزية)
- تري بيرك على موقع بروبوليرز (الإنجليزية)
- تري بيرك على موقع سبورتس رفرنس (الإنجليزية)
- تري بيرك على موقع سبورتس رفرنس (الإنجليزية)